# NGC 2707
NGC 2707 é uma estrela na direção da constelação de Hydra. O objeto foi descoberto pelo astrônomo Wilhelm Tempel em 1877, usando um telescópio refrator com abertura de 11 polegadas. 